# Gare de Maki (Préfecture de Kyoto)
La gare de Maki (牧駅, Maki-eki) est une gare ferroviaire localisée dans la ville de Fukuchiyama, dans la préfecture de Kyoto, au Japon. La gare est exploitée par la compagnie Kyoto Tango Railway, sur la ligne Miyafuku .

## Disposition des quais
La gare de Maki est une gare disposant de deux quais et de deux voies
| N° de voie | Ligne          | Direction   |
| ---------- | -------------- | ----------- |
| 1          | ▆ KTR Miyafuku | Miyazu      |
| 2          | ▆ KTR Miyafuku | Fukuchiyama |

## Gares/Stations adjacentes
| Kyoto Tango Railway |                |                |                |                        |
| Direction Miyazu    | Ligne Miyafuku | Ligne Miyafuku | Ligne Miyafuku | Direction Fukuchiyama  |
| Shimo-Amazu F05     |                | -              |                | Araga-Kashinokidai F03 |